# Erik Montell
Jan Erik Oskar Montell, född den 23 november 1911 i Svegs församling, Jämtlands län, död den 11 januari 1999 i Varberg, var en svensk ämbetsman. Han var son till Erland Montell.
Montell avlade juris kandidatexamen 1935 och filosofie kandidatexamen 1979. Han blev amanuens i Socialdepartementet 1939, tillförordnad andre kanslisekreterare där  1941, förste kanslisekreterare 1944 och expeditionschef i Inrikesdepartementet 1947. Montell var överdirektör och souschef vid Arbetsmarknadsstyrelsen 1955–1967. Han var ledamot eller sekreterare i ett flertal statliga utredningar. Montell publicerade Halländsk historia (1978) och Sävstaholmsföreningens krönika (1982). Han blev riddare av Nordstjärneorden 1947, kommendör av andra klassen av samma orden 1951 och kommendör av första klassen 1958. Montell vilar på Norra kyrkogården i Lund.